# Union Académique Internationale

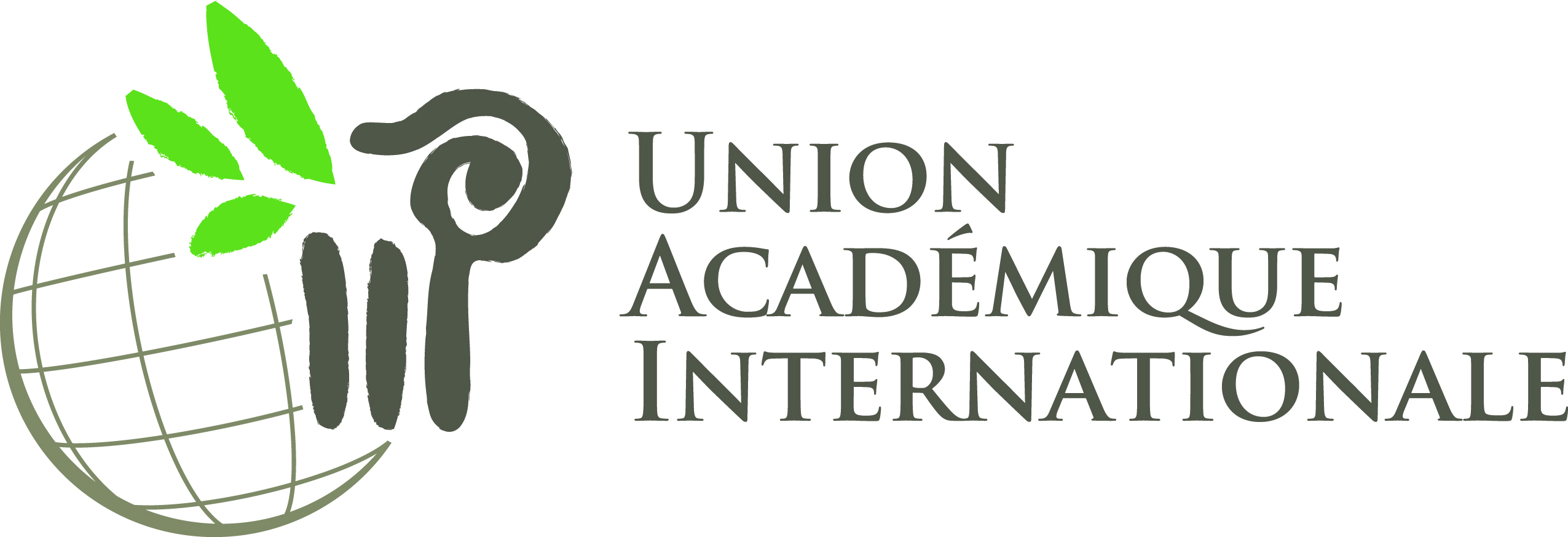
Union Académique Internationale logo

De Union Académique Internationale (UAI, in het Engels : International Union of Academies) is een federatie van vele nationale en internationale academiën uit meer dan 60 landen over de hele wereld die actief zijn op het gebied van humane en sociale wetenschappen.
De Unie wil een internationale samenwerking creëren tussen de verschillende Academiën die lid zijn van de Unie. Op deze manier geeft de Unie de Academiën een kans om elkaar te ontmoeten en samen te werken aan projecten van korte en lange termijn. De Unie stelt hen ook in staat om deel te nemen aan grote nationale en internationale bewegingen op het gebied  van wetenschappelijk onderzoek. 
Het doel van de Unie is om de samenwerking in de vooruitgang naar studies aan te moedigen door middel van gezamenlijk onderzoek en gezamenlijke publicaties in die takken van de humane en sociale wetenschappen die bevorderd worden door de Academiën en instellingen die vertegenwoordigd zijn in de Unie: filologie, archeologie, geschiedenis, morele wetenschappen en politieke wetenschappen. De UAI werkt om de vooruitgang van kennis, om wetenschappelijke uitwisselingen te bevorderen en om de initiatieven van al haar Academiën te steunen. 
Frans is de officiële taal van de Unie.

## Geschiedenis

### Stichting van de Unie
De UAI is opgericht in 1919. De oprichting was een initiatief van de Académie des Inscriptions et Belles-Lettres. Na 4 jaar oorlog verlangde de wereld naar vrede en begrip tussen de verschillende naties. Met dit in gedachten ging men internationale samenwerking bevorderen op alle gebieden en op alle niveaus, waaronder ook die van het intellectueel en wetenschappelijk werk. 
Op een bijeenkomst in Parijs in mei 1919 werden de voorlopige statuten voorbereid. Later werden deze herzien en aangenomen tijdens een tweede bijeenkomst, die opnieuw plaatsvond in Parijs van 15 tot 18 oktober 1919. Het voorgestelde project had als onderwerp internationale wetenschappelijke samenwerking op het gebied van humane wetenschappen. 
Tijdens de vergaderingen waren er elf landen aanwezig die lid zijn geworden van de Unie. Deze landen waren vertegenwoordigd door hun Nationale Academiën (België, Denemarken, Frankrijk, Groot-Brittannië, Griekenland, Italië, Japan, Nederland, Polen, Rusland en de Verenigde Staten) en de Nationale Academiën van drie andere landen hebben hun toestemming gegeven zonder aanwezig te zijn (Spanje, Noorwegen en Roemenië). Later datzelfde jaar, zijn ook Joegoslavië en Portugal lid geworden van de Unie. Op dit moment, heeft de UAI leden uit meer dan 60 landen over de hele wereld.

### Eerste vergadering in Brussel
De eerste algemene vergadering vond plaats in Brussel van 26 tot 28 mei 1920. Tijdens deze vergadering werd de Belgische geschiedkundige Henri Pirenne verkozen tot de eerste voorzitter van de Unie. De administratieve zetel van de Unie werd opgericht in het Paleis der Academiën in Brussel. De Académie royale des sciences, des lettres et des beaux-arts de Belgique is verantwoordelijk voor het secretariaat van de UAI en de permanente secretaris van de unie is ambtshalve Secretaris Generaal. 
Tijdens deze eerste sessie, werden er drie projecten ingediend: Corpus vasorum antiquorom, Manuscrits alchimiques en Œuvres de Grotius. Deze projecten met een internationaal karakter hebben sindsdien alleen maar goede commentaar gekregen van geleerden. Dit komt door de nauwgezette precisie waar deze projecten mee zijn uitgevoerd. Momenteel heeft de Unie 81 projecten, afgerond of in uitvoering (in het Frans worden deze “Entreprises” genoemd). Tot de Tweede Wereldoorlog is er sprake van een langzame ontwikkeling (slechts 13 projecten uitgevoerd). Momenteel is dit aantal opgelopen tot 81. De Unie kan een project alleen maar realiseren door de internationale samenwerking van haar leden.

### De volgende jaren
Tussen 1937 en 1947 zijn er geen algemene vergaderingen geweest, als gevolg van de rampen in de wereld en alle problemen die hierbij kwamen kijken. In 1949, heeft de UAI het genoegen om te helpen bij de oprichting van International Council for Philosophy and Humanistic Studies (ICPHS). In 1964 ontving de UAI de Erasmusprijs voor zijn succes in het bevorderen van de internationale samenwerking. In 1969 werd de 50e verjaardag van de UAI gevierd met een ceremonie onder de prestigieuze koepel van het Institut de France in Parijs. In 1976 telde de UAI al 31 lidstaten en was het aantal projecten gestegen tot 31. In 1995 werd de 75e verjaardag van de UAI gevierd in Praag. 
Het 100-jarig jubileum zal plaatsvinden in 2019 in het Institut de France in Parijs

## Missie en doelen van de Unie
De missies van de Union Académique Internationale zijn:
1. het aanmoedigen van de samenwerking tussen nationale Academiën (en vergelijkbare instellingen) wiens activiteiten voornamelijk of gedeeltelijk handelen in het domein van humane en sociale wetenschappen. Deze samenwerking wordt gerealiseerd door toonaangevende projecten van hoge wetenschappelijke en intellectuele standaard en door de coördinatie van interdisciplinaire en gemeenschappelijke activiteiten, ontworpen in volledig partnerschap op lange en middellange termijn. Dit moet resulteren in de productie van fundamentele referentie-instrumenten die de kennis verhogen en het fundamenteel onderzoek versterken, in het voordeel van zowel de betrokkenen bij het onderzoek (wetenschappers, deskundigen, onderzoekers), en het grote publiek;
2. het bewaren en bevorderen van de humane en sociale wetenschappen, op het niveau van zowel de nationale als de internationale academiën;
3. Het ontwikkelen van vaste steun voor elke nationale Academie en de leden hiervan, op de voorwaarde dat die mensen overtuigd zijn van de rechtmatigheid en de voordelen van deze solidariteit en internationale samenwerking.

Om deze missie te realiseren, zal de UAI tijdens de volgende jaren werken aan: 
1. het verbeteren van de inter-academische samenwerking door het vermenigvuldigen van de projecten die men zal opstarten of delen;
2. het aanmoedigen van alle nationale organisaties die actief zijn in het domein van humane en sociale wetenschappen, om zich aan te sluiten bij de UAI door het ontwikkelen van of meewerken aan wetenschappelijke projecten van een hoog erkend internationaal niveau;
3. Het gezamenlijk vertegenwoordigen op internationaal niveau op een proactieve manier, direct of indirect (in samenwerking met supra-nationale en/of niet-gouvernementele organisaties) zoals de academies zelf en hun fundamentele beginselen van excellentie;

Om haar missie te vervullen en haar visie te realiseren, heeft de UAI de volgende doelstellingen: 
1. het versterken van de voortgang en de uitvoering van lopende projecten en het verhogen van hun relevantie op een positieve en kritische manier, het ondernemen van syntheses die ter beschikking staan van de Academiën die lid zijn van de Unie;
2. het opstellen van een strategisch plan dat ervan uitgaat dat de verspreiding van informatie heel belangrijk is in het nieuwe informatietijdperk, een plan dat het delen van kennis en informatie zal vergemakkelijken en dat zal worden aangepast door middel van periodieke evaluaties;
3. het aanpassen van de werking van het bestuur en het creëren van een positief beeld door een kritische herwaardering van haar communicatiedoelen;
4. het verhogen van de financiële middelen en fondsen die beschikbaar gesteld worden voor projecten door middel van een systematische zoektocht naar samenwerking met internationale publieke of private instellingen;
5. het aanmoedigen van haar Academiën om actiever deel te nemen aan lopende projecten en het opzetten van nieuwe interdisciplinaire en internationale georiënteerde projecten;
6. het versterken van haar aanwezigheid en deelname in internationale organisaties door het verhogen van haar zichtbaarheid op die plaatsen, door het gebruiken van haar opgebouwde kennis en die van haar leden en het benadrukken van haar linken met de globale communicatie die ze hebben opgezet.

## Het bestuur van de Unie

### Het Bureau
Het Bureau (Engels: The Board) is verantwoordelijk voor het organiseren van de Algemene Vergadering en heeft de leiding over de beraadslagingen van deze vergadering. Het bureau regelt de algemene administratie en de voortgang van de werken. Het bureau heeft het recht om in de periode tussen de Algemene Vergadering, dringende maatregelen te ondernemen, en indien nodig, het bijeenroepen van een buitengewone Algemene Vergadering. 
Het Bureau beschikt over alle bevoegdheden van het bestuur en de administratie die nodig of geschikt zijn bij het uitvoeren van de doelstellingen van de Unie, met uitzondering van die welke voorbehouden zijn voor de Algemene Vergadering. 
Het Bureau is samengesteld uit een voorzitter, twee vicevoorzitters, de erevoorzitters en zes leden. Deze zijn allemaal verkozen voor een mandaat van 3 jaar. De Secretaris Generaal is ook lid van het bureau.

### Algemene Vergadering
Elk jaar komt een vertegenwoordiger van elke Academie (genaamd een Afgevaardigde) naar de Algemene Vergadering om te discuteren en samen te werken in vergaderingen. De Algemene Vergadering wordt steeds georganiseerd op de zetel op een van haar Academiën. Elk jaar wordt de vergadering georganiseerd op een andere locatie: één jaar in Brussel, één jaar ergens in Europa en één jarig ergens in de wereld (buiten Europa).

### Secretaris-generaal
De secretaris-generaal zorgt voor de coördinatie van de activiteiten van de UAI en besteedt ook aandacht aan de opvolging van verschillende projecten. Hij helpt het bureau bij de behandeling van de correspondentie en agenda van de UAI en in de organisatie van de jaarlijkse sessies. Sinds haar oprichting, is de UAI gevestigd in het Paleis der Academiën in Brussel. De Académie royale des sciences, des lettres et des beaux-arts de Belgique is verantwoordelijk voor het secretariaat van de UAI en de permanente secretaris is ambtshalve secretaris-generaal. 

## Projecten
Sinds 1919 is het aantal projecten dat gesponsord, gesteund of gecontroleerd wordt door de UAI gestaag toegenomen. Van de eerste drie projecten goedgekeurd in 1919, komen we vandaag aan het aantal van 81 projecten. 
Een initiatief om een nieuw project op te starten kan alleen genomen worden door een Academie dat lid is van de UAI (via zijn afgevaardigde die hiervoor bevoegd is) of door het bureau van het bestuur van de UAI. Een voorstel moet de volgende zaken bevatten: een precieze omschrijving van het onderwerp, een verklarende nota, een werkplan, een raming van de kosten en de financiële verantwoordelijkheid voor de uitvoering ervan. Het project moet de hoge normen van de wetenschap instellen en onderhouden en moet van internationaal karakter en belang zijn.
| Nummer | Naam van het project                                                             | Website                   |
| ------ | -------------------------------------------------------------------------------- | ------------------------- |
| 1      | Corpus vasorum antiquorum (CVA)                                                  | http://www.cvaonline.org/ |
| 2      | Textes alchimiques                                                               | -                         |
| 3      | Oeuvres de Grotius                                                               | -                         |
| 4      | Droit coutumier d'Indonésie                                                      | -                         |
| 5      | Dictionnaire du Latin médiéval                                                   | -                         |
| 6a     | Tabula Imperii Romani (TIR)                                                      | -                         |
| 6b     | Forma Orbis Romani (FOR)                                                         | -                         |
| 7      | Documents historiques inédits concernant le Japon                                | -                         |
| 8      | Editions savantes                                                                | -                         |
| 9/1    | Plato Latinus (Corpus Philosophorum Medii Aevi)                                  | -                         |
| 9/2a   | Aristoteles Latinus (Corpus Philosophorum Medii Aevi)                            | -                         |
| 9/2b   | Aristoteles Semitico-Latinus (Corpus Philosophorum Medii Aevi)                   | -                         |
| 9/3    | Avicenna Latinus (Corpus Philosophorum Medii Aevi)                               | -                         |
| 9/4    | Averrois Opera (Corpus Philosophorum Medii Aevi)                                 | -                         |
| 9/5    | Arnau de Villanova (Corpus Philosophorum Medii Aevi)                             | -                         |
| 9/6    | Philosophorum Medii Aevi Opera Selecta (Corpus Philosophorum Medii Aevi)         | -                         |
| 9/7a   | Philosophi Byzantini (Corpus Philosophorum Medii Aevi)                           | -                         |
| 9/7b   | Commentaria in Aristotelem Byzantina (Corpus Philosophirum Medii Aevi)           | -                         |
| 10a    | Codices Latini Antiquiores (CLA)                                                 | -                         |
| 10b    | Chartae Latinae Antiquiores (ChLA)                                               | -                         |
| 11a    | Concordances et Indices de la Tradition Musulmane                                | -                         |
| 11b    | Encyclopédie de l'Islam                                                          | -                         |
| 12a    | Monumenta Musicae Byzantinae                                                     | -                         |
| 12b    | Corpus Scriptorum de re Musica                                                   | -                         |
| 13     | Dictionnaire de la terminologie du droit international                           | -                         |
| 14     | Catalogus Translationum et Commentariorum                                        | -                         |
| 15     | Dictionnaires Sumérien et Assyrien                                               | -                         |
| 16     | Corpus Vitrearum                                                                 | -                         |
| 17     | Bibliographie internationale de l'Art d'Extrême-Orient                           | -                         |
| 18     | Dictionnaire Pali                                                                | -                         |
| 19     | Corpus des Troubadours                                                           | -                         |
| 20     | Corpus Antiquitatum Americanensium                                               | -                         |
| 21     | Oeuvres complètes d'Erasme                                                       | -                         |
| 22     | Fontes Historiae Africanae (FHA)                                                 | -                         |
| 23     | Dictionnaires                                                                    | -                         |
| 24     | Sources de la Philosophie de l'Art (Corpus Theoriae Artis)                       | -                         |
| 25     | Histoire et Philologie de l'Iran pré-islamique et de l'Asie centrale             | -                         |
| 26     | Sylloge Nummorum Graecorum (SNG)                                                 | -                         |
| 27     | Corpus Inscriptionum Iranicarum (CII)                                            | -                         |
| 28/a   | Lexicon Iconographicum Mythologiae Classicae (LIMC)                              | -                         |
| 28/b   | Thesaurus Cultus et Rituum Antiquorum (ThesCRA)                                  | -                         |
| 29     | Lexiques polyglottes de Paléographie et de Codicologie                           | -                         |
| 30     | Corpus constitutionnel                                                           | -                         |
| 31     | Atlas Linguarum Europae (ALE)                                                    | -                         |
| 32     | Bibliographies de l'Histoire de l'Art                                            | -                         |
| 33     | Inventaire critique du Râmâyana                                                  | -                         |
| 34     | Oeuvres complètes de Voltaire                                                    | -                         |
| 35     | Index de l'Art Juif                                                              | -                         |
| 36a    | Atlas linguistique de la Zone pacifique (LAPA)                                   | -                         |
| 36b    | Atlas linguistique de la Chine                                                   | -                         |
| 36c    | Atlas des langues de Corée                                                       | -                         |
| 37     | Corpus des Manuscrits littéraires coptes                                         | -                         |
| 38     | Nouveau Glossaire nautique (JAL)                                                 | -                         |
| 39     | Langues de Communication interculturelle dans l'Hémisphère Pacifique             | -                         |
| 40a    | Corpus de la Peinture monumentale Byzantine                                      | -                         |
| 40b    | Corpus de la Peinture murale mexicaine en Amerique                               | -                         |
| 41     | Corpus des Astronomes Byzantins                                                  | -                         |
| 42     | Corpus des papyrus philosophiques Grecs et Latins                                | -                         |
| 43     | Corpus Iuris Sanscriticum                                                        | -                         |
| 44     | Corpus des Antiquités Phéniciennes et Puniques                                   | -                         |
| 45     | Nouveau Recueil complet des Fabliaux (NRCF)                                      | -                         |
| 46     | Corpus Christianorum, Series Apocryphorum                                        | -                         |
| 47     | Corpus Iuris Islamici (Encyclopédie du Droit islamique)                          | -                         |
| 48     | Atlas du Monde Grec et Romain                                                    | -                         |
| 49     | Epigraphie amphorique                                                            | -                         |
| 50     | Dictionnaire Sanscrit des Textes Bouddhiques provenant des Découvertes de Turfan | -                         |
| 51     | Monumenta palaeographica medii aevi                                              | -                         |
| 52     | Clavis Monumentorum Litterarum Bohemiae (CMLB)                                   | -                         |
| 53     | Catalogue des Collections des Manuscrits orientaux                               | -                         |
| 54     | Sources pour l'histoire du théâtre en Espagne                                    | -                         |
| 55     | Sources narratives pour l'Histoire du Rio de la Plata et du Chili                | -                         |
| 56     | Sciences humaines en Europe centrale et orientale                                | -                         |
| 57     | Moravia Magna                                                                    | -                         |
| 58     | Encyclopaedia Iranica                                                            | -                         |
| 59     | Corpus Fontium Manichaeorum                                                      | -                         |
| 60     | Norse-Icelandic Skaldik Poetry of the Scandinavian Middle Ages                   | -                         |
| 61     | Monde scytho-sarmate et Civilisation gréco-romaine                               | -                         |
| 62     | Compendium Auctorum Latinorum Medii Aevi                                         | -                         |
| 63     | Dictionnaire espagnol des Termes littéraires internationaux                      | -                         |
| 64     | Dictionnaire du Moyen Perse                                                      | -                         |
| 65     | Corpus Epistolarum Ioannis Dantisci                                              | -                         |
| 66     | Histoire comparée des Littératures de Langues européennes                        | -                         |
| 67     | La Chine et le Monde méditerranéen: Sources archéologiques et documents écrits   | -                         |
| 68     | Encyclopaedia of Indian Poetics                                                  | -                         |
| 69     | Hobogirin                                                                        | -                         |
| 70     | Iusti Lipsi Epistolae                                                            | -                         |
| 71     | Corpus Humanisticarum Praefationum                                               | -                         |
| 72     | Papyrus-Archives. Edition and Studies                                            | -                         |
| 73     | Corpus Rubenianum Ludwig Burchard                                                | -                         |
| 74     | L'École de Médecine de Salerne                                                   | -                         |
| 75     | Epistolae Pontificum Romanorum                                                   | -                         |
| 76     | Greek-Old Church Slavonic Lexicon-Index                                          | -                         |
| 77     | Inscriptions grecques et latines                                                 | -                         |
| 78     | Supplementum Epigraphicum Graecum (SEG)                                          | -                         |
| 79     | Codices Graeci Antiquiores                                                       | -                         |
| 80     | Corpus Limitis Imperii Romani                                                    | -                         |
| 81     | Philologia Coranica                                                              | -                         |